# Taavi Rähn
Taavi Rähn (* 16. Mai 1981 in Pärnu) ist ein ehemaliger estnischer Fußballspieler.

## Vereinskarriere
Rähn unterzeichnete sein erstes internationales Abkommen und trat somit von 2003 bis 2006 dem Wolyn Luzk bei. Der Verein spielte in der Premjer-Liga, wobei Rähn als defensiver Mittelfeldspieler 3 Tore in 55 Spielen erzielte.
Von 2007 bis 2009 spielte er für den Ekranas Panevėžys. Im Jahr 2008 gewann sein Verein die Meisterschaft in der A Lyga.
Im Juni 2009 trat er dem aserbaidschanischen Verein Neftçi Baku bei, wobei er die Bestätigung für den Eintritt erst im Juli bekam. Dabei wurde Rähn von seinem Teamkollegen Dmitri Kruglov beeinflusst, der ebenfalls von 2009 bis 2010 im selben Verein spielte.
Im März 2011 unterschrieb er einen Vertrag beim chinesischen Verein Tianjin Songjiang.
Im Januar 2013 schloss Rähn einen Vertrag bei einem ebenfalls chinesischen Verein, der sich Hunan Billows nennt. Dieser Vertrag wurde im Juli 2013 beendet. Nach vier weiteren Stationen in Finnland und Estland beendete er am 30. Dezember 2016 seine Karriere.

## Nationalmannschaftskarriere
Für die estnische Nationalmannschaft absolvierte er insgesamt 74 Spiele. Rähn machte sein Debüt am 2. Juni 2001 bei einem Qualifikations-Länderspiel für die Fußball-Weltmeisterschaft 2002 gegen die niederländische Nationalmannschaft. In der 68. Minute wurde Rähn gegen Kert Haavistu ausgewechselt. Das Spiel endete mit einer 2:4-Niederlage für seinen Verein. Damals war Rähn 20 Jahre alt und außerdem war es ein Eröffnungsspiel im A. Le Coq Arena. Durch die Niederlage schied seine Nationalmannschaft frühzeitig aus und konnte an der Weltmeisterschaft nicht teilnehmen. Am 14. Oktober 2007 sorgte Rähn für internationales Aufsehen bei einem Spiel gegen die englische Nationalmannschaft im Wembley-Stadion, als er ein Eigentor erzielte. Das Spiel ging mit einer 3:0-Niederlage für seine Mannschaft aus.